# Жангирколь
Жангирколь (каз. Жәңгіркөл) — озеро в Фёдоровском районе Костанайской области Казахстана. Находится в 8 км к востоку от посёлка Кара-Қопа и на востоку села Жангир.
По данным топографической съёмки 1943 года, площадь поверхности озера составляет 1,11 км². Наибольшая длина озера — 1,4 км, наибольшая ширина — 1 км. Длина береговой линии составляет 4 км, развитие береговой линии — 1,06. Озеро расположено на высоте 175,7 м над уровнем моря.